# اگزوتروپی

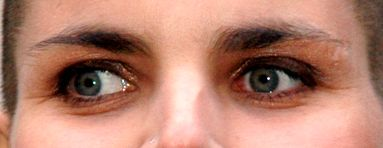
اگزوتروپی چشم راست

اگزوتروپی نوعی استرابیسم یا لوچی است که در آن یک یا هر دو چشم به سمت بیرون منحرف می شوند. این برعکس ازوتروپی است و معمولاً شامل انحراف محور شدیدتر از اگزوفوریا(تمایل یک چشم به انحراف به خارج)است. بیماران دارای اگزوتروپی اغلب دوبینی متقاطع را تجربه می کنند. اگزوتروپی متناوب(که در سال نخست زندگی ایجاد می‌شود) یک بیماری نسبتاً شایع است. "اگزوتروپی حسی" در صورت ضعف بینایی در یک چشم رخ می دهد. اگزوتروپی نوزادی (که گاهی اوقات «اگزوتروپیای مادرزادی» نامیده می‌شود) در سال اول زندگی مشاهده می‌شود و نسبت به «اگزوتروپیای ضروری» که معمولاً چندین سال بعد آشکار می‌شود، کمتر معمول است.
توانایی مغز برای دیدن اجسام سه بعدی به هم ترازی دقیق و درست چشم ها بستگی دارد. هنگامی که هر دو چشم به خوبی هم تراز ، تنظیم و هدف گرفته روی یک هدف مشترک هستند؛قسمت دیداری مغز دو تصویر ارسالی از دو چشم را به یک تصویر واحد تبدیل می‌کند. وقتی که یک چشم به داخل ، خارج ، بالا یا پایین می‌چرخد ،دو تصویر متفاوت به مغز فرستاده می‌شوند. پس مغز نمی‌تواند دو تصویر رسیده از دو چشم را ترکیب کند . این باعث از دست دادن درک عمق و دید دوچشمی می‌شود. این اصطلاح از کلمه یونانی exo به معنی ((رو به خارج)) و trope به معنی ((یک چرخش)) گرفته شده است.